# M1097 Avenger
M1097 Avenger je americký hybridní protiletadlový komplet, který ve své výzbroji kombinuje osm protiletadlových řízených střel FIM-92 Stinger s jedním 12,7mm kulometem FN Herstal. Celý komplet je standardně umístěn na podvozku terénního automobilu HMMWV, lze ho ale používat i z jiných platforem. Posádka je dvoučlenná. První komplety Avenger byly objednány v roce 1987 a celkem jich bylo vyrobeno přes 1000. Mezi zahraniční uživatele patří Čínská republika, Egypt a Ukrajina.